# Madeleine Jacob
Madeleine Jacob (geboren 15. Oktober 1896 in Paris; gestorben 8. August 1985 in Caix) war eine französische Journalistin.
Jacob arbeitete zwischen 1948 und 1964 bei der Zeitung Libération und schrieb danach für die Sonntagsausgabe der kommunistischen Zeitung L’Humanité. Sie wurde durch ihre Gerichtsreportagen bekannt.
Jacob schrieb für die Zeitschriften Vogue,  L’Œuvre, Messidor und Franc-Tireur.

## Schriften
- À vous de juger : Pauline Dubuisson, Dominici, Sylvie Paul, Abbé Desnoyers. Paris: Éditions les Yeux ouverts, 1962
- Le procès de Liège. Paris: Éditions les Yeux ouverts, 1963
- Quarante ans de journalisme. Paris: Julliard, 1970